# Foulayronnes
Foulayronnes is een gemeente in het Franse departement Lot-et-Garonne (regio Nouvelle-Aquitaine). De plaats maakt deel uit van het arrondissement Agen. De gemeente telde 5.480 inwoners op 1 januari 2022.
Foulayronnes is van oorsprong een landbouwgemeente zonder echt centrum. Verschillende gehuchten zijn in de tweede helft van de 20e eeuw verstedelijkt en aan elkaar gegroeid als voorstad van Agen. Bezienswaardigheden zijn twee historische windmolens, de Fontaine des Voleurs (een bron) en de kerkjes en kapellen van de verschillende gehuchten. Er zijn ook twee kastelen, Château des Talives en Château d'Arasse.

## Geschiedenis
De gemeente is ontstaan uit verschillende kleine gehuchten: Artigues, Le Caoulet, Cayssac, Monbran, Pauilhac, Saint-Julien en Fontaine Saint-Martin. De kapel van Cayssac is de oudste en dateert van 1060-1070. Fontaine Saint-Martin, langs een secundaire pelgrimsweg naar Santiago de Compostella groeide uit tot Foulayronnes. Tot halfweg de 20e eeuw was de gemeente grotendeels gericht op de landbouw (pruimen, wijndruiven, graan en veeteelt). Het centrum van Foulayronnes en Artigues en Le Caoulet zijn sindsdien sterk bebouwd.

## Geografie
De oppervlakte van Foulayronnes bedroeg op 1 januari 2022 28,86 vierkante kilometer; de bevolkingsdichtheid was toen 189,9 inwoners per km².
De gemeente is heuvelachtig en doorsneden door beekvalleien (van de Vérone, Ségone en Bourbon). Het laagste punt (47 m) bevindt zich in de vallei van de Vérone, het hoogste punt (208 m) bevindt zich in het noordoosten van de gemeente bij de grens met La Croix-Blanche. Het Lac de Talives is een 14 ha groot stuwmeer op de Ségone, aangelegd in 1984 voor irrigatie.
De onderstaande kaart toont de ligging van Foulayronnes met de belangrijkste infrastructuur en aangrenzende gemeenten.

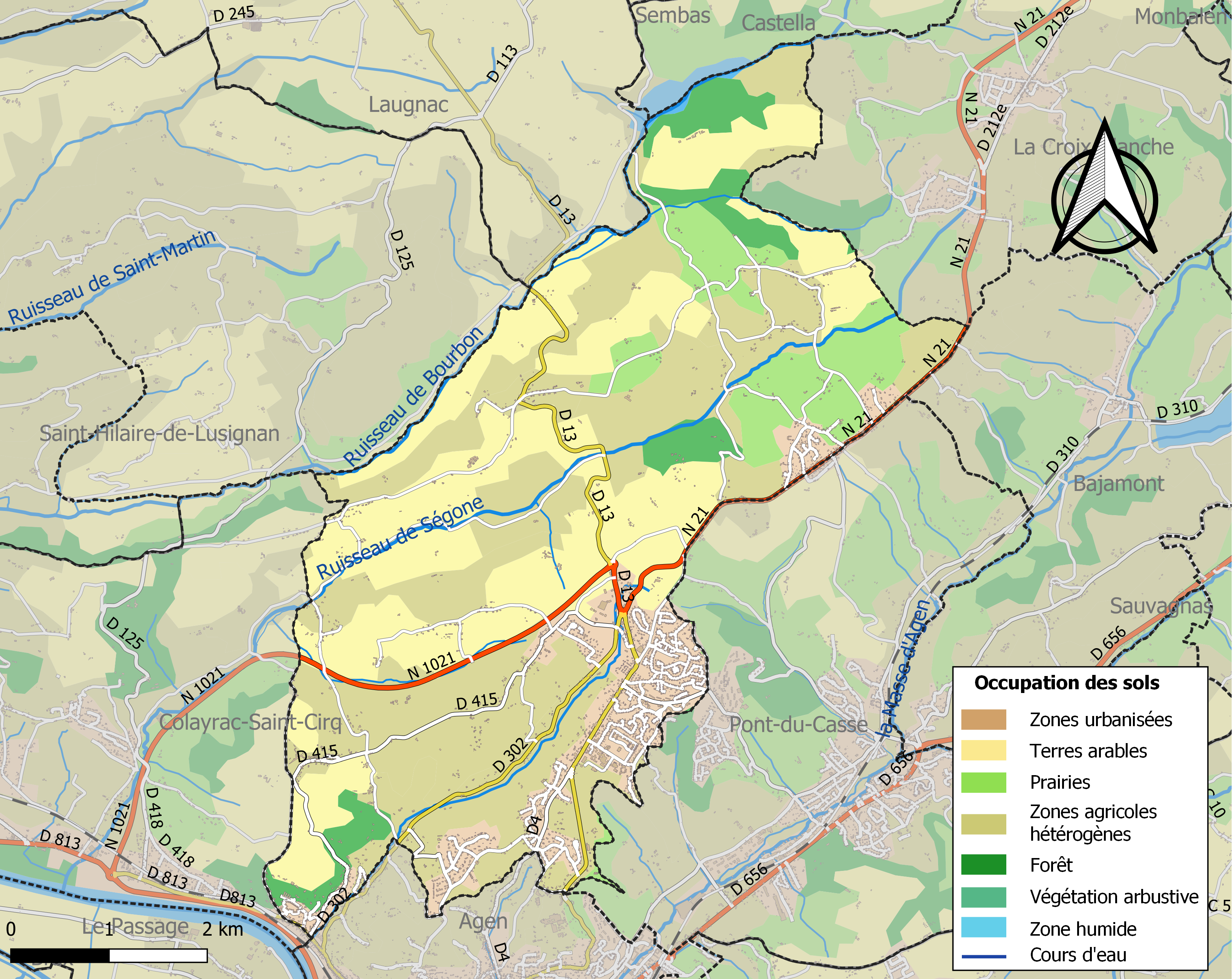

## Demografie
Onderstaande figuur toont het verloop van het inwonertal (bron: INSEE-tellingen).